# Die Akte (Suchowo-Kobylin)
Die Akte (russisch Дело) ist ein Drama in fünf Akten von Alexander Wassiljewitsch Suchowo-Kobylin. Es wurde 1861 publiziert und ist das Mittelstück der Dramentrilogie Suchowo-Kobylins, zu der noch die Stücke Kretschinskis Hochzeit (1854) und Tarelkins Tod (1869) gehören.

## Personenverzeichnis
Die Liste der dramatis personae, die dem Stück vorangestellt ist, klassifiziert die Figuren in fünf Gruppen:
- I. Начальства (Obrigkeiten) 
Eine überaus wichtige Persönlichkeit – Der Fürst
- II. Силы (Mächte) 
Warrawin – Tarelkin – Shiwjez – Pararonow
- III. Подчиненности (Subordinierte) 
Tschibissow – Ibissow – Schilo – Herz – Scherz – Schmerz – Beamter Omega
- IV. Ничтожества, или частные лица (So gut wie null und nichts – oder Privatpersonen) 
Muromski – Atujewa – Lidotschka – Nelkin – Rasuwajew (bis auf Letzteren sind das die Figuren aus dem Vorgängerstück Kretschinskis Hochzeit)
- V. Не лицо (Keine Person) 
Tischka (ebenfalls schon im Vorgängerstück)

## Inhalt

### Erster Akt
Sechs Jahre nach der missglückten Heirat Kretschinskis mit Lidotschka besucht Nelkin die Muromskis in deren St. Petersburger Wohnung. Sie haben sich fünf Jahre nicht gesehen. Die Atujewa erzählt nun, dass die Familie seit diesen fünf Jahren in ein Gerichtsverfahren verstrickt ist, dessen Akte schon so dick sei, dass sie auf einem Fuhrwerk von Behörde zu Behörde gefahren werden müsse („из присутствия в присутствие на ломовом возят“). Der Originaltitel des Stücks – ‚Delo‘ – kann im Russischen sowohl ‚Akte‘ als auch ‚Prozess‘ bedeuten. Nach St. Petersburg ist die Familie auf Anraten von Gerichtsleuten gezogen.
Im Verfahren geht es um die Entführung der Brillantnadel (im ersten Stück der Trilogie) durch Kretschinski und den Verkauf einer Fälschung dieser Nadel an den Wucherer Beck. Lidotschka wird vorgeworfen, eingeweiht gewesen zu sein und Kretschinski geholfen zu haben. Zwar habe Kretschinski selbst sie nicht belastet, aber dessen Vertrauter Raspljujew habe den Behörden erzählt, was sie hören wollten, nämlich dass es einen solchen Liebeshandel gegeben habe, von Kretschinski und Lidotschka zusammen geplant. Von den Bediensteten der Muromskis war weiter nichts zu erfahren, nur der Koch Petruschka hat ebenfalls Belastendes ausgesagt. Lidotschka geriet in der Folge neben dem Verdacht auf Mittäterschaft auch in den Verdacht einer ungesetzlichen Verbindung mit Kretschinski, sogar ein uneheliches Kind wurde ihr angedichtet.
Das langjährige Verfahren hat so viel Geld verschlungen, dass die Muromskis ihre Güter verkaufen oder verpfänden mussten und nun von ihren letzten Ersparnissen leben. Ab und zu haben sich Männer vorgestellt, die für eine gewisse Summe versprachen, das Problem zu lösen. Darunter ist auch Tarelkin, ein Kollegienrat, der in der Behörde arbeitet, wo das Verfahren liegt. Lidotschka selbst weigert sich, eine Bittschrift zu verfassen und versucht das Verfahren zu ignorieren, obwohl sie die Folgen stark zu spüren bekommen hat (ihr Ruf ist stark beschädigt) und abgemagert ist. Sie kümmert sich mittlerweile selbst um ihren Vater und hat sich bis auf ihre Kirchgänge ganz aus der Öffentlichkeit zurückgezogen.
Beim Tee erzählt Nelkin kurz von seiner Zeit in Paris. Dann stürzt Tarelkin ins Haus, offenbar gerade noch rechtzeitig auf der Flucht vor einem Gläubiger. Nachdem er Tarelkin auf den Zahn gefühlt hat, besticht ihn Muromskis Gutsverwalter Rasuwajew mit etwas Geld, das dieser freudig entgegennimmt. Als Tarelkin gegangen ist, versucht Rasuwajew Muromski davon zu überzeugen, dass praktisch alle für Bestechung empfänglich seien und dies auch erwarteten. Er solle dies auch bei Warrawin versuchen, dem Vorgesetzten Tarelkins.

### Zweiter Akt
In der Kanzlei unterhalten sich Tarelkin und einige Kollegen über den Fall Muromski. Schilo argumentiert, dass die angebliche Intrige Kretschinskis und Lidotschkas reine Mutmaßung sei. Die anderen haben allerdings Gegenteiliges gehört, außerdem stehe alles über den gemeinsamen Plan der beiden lang und breit in der entsprechenden Akte.
Als sein Vorgesetzter Warrawin eintrifft, unterredet sich Tarelkin mit ihm: Sie versuchen gemeinsam auszuloten, wie viel Geld aus dem Fall Muromski herauszuschlagen sei und bereiten den Empfang Muromskis vor. Dieser kommt und schildert Warrawin den Fall. Die klare Schilderung (die mit der Handlung im ersten Teil der Trilogie übereinstimmt) wird von Warrawin allerdings in allen Details hinterfragt und zu Ungunsten Lidotschkas ausgelegt. Durch die Blume lässt Warrawin Muromski wissen, wie viel Bestechungsgeld er erwartet.
In der anschließenden Unterredung zwischen Warrawin und Tarelkin besprechen beide ihre weitere Strategie. Sie bereiten verschiedene Möglichkeiten des Verhandlungsverlaufs vor, die von der Bestechungsbereitschaft Muromskis abhängen werden. Am Ende des Akts bittet Tarelkin seinen Vorgesetzten noch, ihm finanziell aus der Patsche zu helfen, da ihm seine Gläubiger auf der Spur seien. Allerdings lässt Warrawin ihn abblitzen.

### Dritter Akt
Muromski begibt sich zum Fürsten, um ihn um Hilfe zu bitten. Zunächst kehrt er unverrichteter Dinge zurück. Es stellt sich heraus, dass er dem Büroboten zu wenig Geld gegeben hat und dieser dann behauptete, der Fürst empfange nicht. Tarelkin begleitet Muromski nun, damit er auch vorgelassen werde.
Im Gespräch mit dem Fürsten, dem nicht ganz wohl ist und der sich auch völlig desinteressiert und herablassend geriert, gerät der zunächst schüchterne Muromski immer mehr in Rage über die Ungerechtigkeiten des Verfahrens, bis der Fürst ihn hinauswerfen lässt. Nach dem Eklat geht es dem Fürst wieder besser und er bespricht den Fall mit Warrawin. Er kommt zu dem Schluss, eine Wiederaufnahme des Falls zu befehlen, was das Verfahren um mehrere Jahre verlängern würde. Warrawin und Tarelkin sind darüber bestürzt, weil es bedeutet, dass sie nicht für die verlangte Summe Bestechungsgeld einfach das Verfahren beenden können. Sie überlegen, wie sie ihm trotzdem das Geld abluchsen können.

### Vierter Akt
Lidotschka verteidigt das Tun ihres Vaters, auch wenn dadurch ihre Lage aussichtsloser geworden ist. Rasuwajew trifft mit der Neuigkeit ein, dass das Verfahren mit besonderer Strenge wieder aufgerollt werden soll. So steht auch eine medizinische Untersuchung Lidotschkas zur Diskussion, über die alle bestürzt sind. Als Ausweg erscheint die Bestechung Warrawins und Tarelkins. Sie kratzen alles Geld zusammen und versammeln Schmuck, um auf die geforderte Summe zu kommen. Gemeinsam machen sich Muromski, Lidotschka und Atujewa auf den Weg zu Tarelkin. Nelkin, der allein zurückgeblieben ist, schwört indessen Rache.

### Fünfter Akt
Muromski kommt in der Kanzlei an. Während er Warrawin das Geld bringt, soll Tarelkin auf Warrawins Geheiß den Wirtschaftsexekutor Shiwjez holen. Nachdem Muromski gegangen ist, wird er zurückgeholt und in Anwesenheit des Wirtschaftsexekutors des Versuchs beschuldigt, Warrawin zu bestechen. Muromski fängt angesichts dieses Betrugs an zu delirieren und verlangt gar, den Zaren sprechen. Die drei Kanzleibeamten, die beginnen, sich um das Geld zu streiten, wollen den Alten nach Hause bringen lassen.
Da tritt die Wichtige Persönlichkeit (die auch im Personenverzeichnis nur so bezeichnet wird) in Begleitung des Fürsten auf. Sie bittet um Aufklärung des gerade Geschehenen. Warrawin und Shiwjez schildern ihm scheinheilig den Vorgang und weisen auf Muromskis Unzurechnungsfähigkeit hin. Das Geld, das er zur Bestechung zurückgelassen habe, beläuft sich indessen nur noch auf einen sehr kleinen Bruchteil, der der Wichtigen Persönlichkeit übergeben wird. Muromski wird nach draußen geschleppt.
Kurze Zeit später kehrt Tarelkin zurück und berichtet Warrawin, dass Muromski während der Fahrt nach Hause gestorben sei. Beide sind darüber froh, denn es bedeutet, dass den korrupten Beamten eine Untersuchung des Falles erspart bleibt. Als Tarelkin Warrawin allerdings um seinen Anteil bittet, weist dieser ihn schroff zurück, behauptet, dass er gar kein Geld genommen habe, und droht ihm damit, ihn zu vernichten. Das Stück endet mit einem verzweifelten Monolog Tarelkins.

## Volltext
- die Komödie im russischen Original auf Wikisource
- Leseprobe aus der deutschen Übersetzung von Regine Kühn